# Jan VI van Arkel
Jan VI van Arkel (overl. 28 juni 1227) was (leen)heer van Arkel.
Hij was een zoon van Jan V van Arkel en Geertruida van Loon. Jan VI huwde met Margaretha van Nyvelle, een dochter van Boudewijn van Nyvelle, bij wie hij een opvolger verwekte. Hij ging in 1180 mee met Floris III van Holland op pelgrimstocht naar het Heilige land. Hij ging in het contingent van Willem I van Holland mee op de Vijfde Kruistocht, zijn zoon Jan VII zou hieraan ook deelgenomen hebben. Na het Beleg van Damietta (1218) verkregen de heren van Arkel uit dank voor hun deelname een symbolisch wapen, waar voortaan het huis Arkel aan verbonden zou zijn. In 1227 nam Jan deel aan de Slag bij Ane samen met zijn neef Herbaren II van Lede. Jan sneuvelde in de confrontatie met de noorderlingen.